# Дубивка
Дубивка — историческое название парусных лодок, предназначенных для рыбной ловли с помощью невода, сетей или крючковыми снастями. Они широко использовалась в рыбацком промысле на Азовском и Чёрном морях.
Длина 6 — 7,5 метра, осадка 0,3 — 0,4 метра, ширина около 1,6 метра, высота бортов 0,5 — 0,7 метра, грузоподъёмность около двух тонн, экипаж от трёх до семи человек.